# Gösta Åsbrink
Karl Gösta Åsbrink (ur. 18 listopada 1881 w Lovö w gminie Ekerö, zm. 19 kwietnia 1966 w Sztokholmie) – szwedzki gimnastyk, pięcioboista nowoczesny, złoty medalista igrzysk olimpijskich w Londynie i srebrny medalista igrzysk olimpijskich w Sztokholmie.